# Jean-Pierre Munch
Jean-Pierre Munch (12. juni 1926 – 17. oktober 1996) var en fransk landevejscykelrytter fra Strasbourg som vandt Paris-Nice i 1953.